# Tatarsko zajezitveno jezero
Tatarsko zajezitveno jezero (tudi jezero Tartar), v Iraku znano kot Buhayrat ath-Tharthar (arabsko بحيرة الثرثار), je umetno jezero, ustvarjeno leta 1956, ki leži 100 kilometrov severozahodno od Bagdada med rekama Tigris in Evfrat.

## Zgodovina
Leta 1956 je bil južni del Tartarske nižine spremenjen v umetni rezervoar za zbiranje presežne vode reke Tigris. Ta se v jezero preusmeri pri zajezitvi Samara, od koder dalje teče po umetnem kanalu Tartar. Ta v jezero priteče na njegovem jugovzhodnem bregu.
Jezero ima umetni iztok, imenovan prekop Taksim Tartar, ki se izliva neposredno v reko Evfrat. Prekop se po 28 km od svojega izliva razcepi v drug prekop, imenovan Dhira'a Dijla (Tigrisov rokav), ki vrača vodo nazaj v reko Tigris.
Jezero Tartar je bilo leta 2005 prizorišče ameriškega napada na bazo za usposabljanje upornikov v regiji.

## Opis
Depresija Tartar je nastala v holocenski dobi, predvsem z zakrasevanjem, zaradi raztapljanja sadrnih kamnin formacije Fata (bližnje območje). Tartar pokriva približno 2050 km², priteka iz osrednjega in vzhodnega dela gorovja Džabal Sindžar in sosednjih hribovij, dno pa leži na –3 m nad morsko gladino. Največja dolžina in širina depresije sta 120 oziroma 48 km. Vzhodni rob depresije je višji od zahodnega, višina robov znaša 90 oziroma 75 metrov.
Glavni namen jezera Tartar je zbiranje odvečne vode reke Tigris v obdobjih poplav in dovajanje vode v reki Tigris in Evfrat v sušnih obdobjih, ko v obeh rekah primanjkuje vode. Poleg tega želi izpirati soli iz shranjene vode v jezeru s pomočjo naravnega stalnega odvajanja shranjene vode.

## Rastlinstvo in živalstvo
Jezero Tartar in okoliška območja veljajo za eno najpomembnejših pašnih območij v Iraku, vključno s širokimi pšeničnimi in koruznimi polji, ki pokrivajo to območje. Območje skriva številne vrste živali in rastlinja.

### Ptice
Jezero Tartar velja za glavno prezimovališče številnih ogroženih vrst ptic selivk, kot so sokol plenilec, MacQueenova uharica (Chlamydotis macqueenii) in stepska priba (Vanellus gregarius). Ob jezeru Tartar je bilo opaženih 54 vrst ptic, med drugimi tudi stepski lunj, zlatovranka in črnorepi kljunač (Limosa limosa) (vse so bile skoraj ogrožene), prisotna pa je bila tudi endemična vrsta sive vrane (Corvus cornix capellanus).

### Sesalci
Evrazijski šakal (Canis aureus) je bil redno opazovan na lokaciji. Lokalni prebivalci ob robu jezera so poročali o črtastih hijenah in karakalih.

### Plazilci
Opaženih je bilo veliko vrst plazilcev, kot sta sredozemski hišni gekon (Hemidactylus turcicus) in egiptovski bodičasti kuščar (Uromastyx aegyptia).

### Rbe
V jezeru je bilo najdenih deset vrst rib, med njimi: klenič Aspius vorax, rumenoplavuta mrena (Luciobarbus xanthopterus), Brycinus luteus, B. sharpeyi, zlata ribica (Carassius auratus), Cyprnion kais, navadni krap, mezopotamski som (Silurus triostegus), Chondrostoma regium in Liza abu.

### Rastline
Jezero Tartar in okolica vsebuje približno 38 vrst rastlin. Štirje glavni tipi habitatov, opaženi na območju jezera in polja Al Dhebaeji:
- Celinske stoječe vode: vodne združbe – ukoreninjena potopljena vegetacija, za katero so značilne Vallisneria spiralis, Potamogeton crispus in Potamogeton perfoliatus.
- Poplavljene združbe: občasno ali občasno poplavljena zemljišča, kjer prevladujejo Cyperus sp., Rumex dentatus, Polygonum argyrocoleon, Polygonum sp. in Bacopa monnieri.
- Barjanska vegetacija: halofitna vegetacija - trstičja, za katero je značilen Phragmites australis.
- Kopenska vegetacija: puščavski grm, za katerega so značilni Tamarix sp., Alhagi maurorum, Atraplex leucoclada in Cornulaca aucheri.[3]